# Finale della Coppa CERS 2006-2007
La finale della 27ª edizione della Coppa CERS fu disputata in gara d'andata e ritorno tra i portoghesi del Candelária e gli spagnoli del Vilanova. Con il punteggio complessivo di 5 a 3 fu il Vilanova ad aggiudicarsi per la prima volta nella storia il trofeo.

## Le squadre
| Squadre    | Partecipazioni precedenti (il grassetto indica la vittoria) |
| ---------- | ----------------------------------------------------------- |
| Candelária | Nessuna                                                     |
| Vilanova   | 2006                                                        |

## Tabellini

### Andata
| Ponta Delgada 10 marzo 2007 | Candelária | 1 – 1 | Vilanova |  |

### Ritorno
| Vilanova i la Geltrú 18 marzo 2007 | Vilanova | 4 – 2 | Candelária |  |